# Кройцберг
Кройцберг (нем. Kreuzberg) — район в составе административного округа Фридрихсхайн-Кройцберг в Берлине. До административной реформы 2001 года Кройцберг, как и Фридрихсхайн, был самостоятельным округом Берлина, а после укрупнения округов в 2001 году получил статус района в пределах округа. Кройцберг известен своей особой культурно-исторической атмосферой.

## История
Существовавший до конца 2000 г. округ Кройцберг был образован в 1920 году из предместьев Темпельхоф, Фридрихфорштадт, Фридрихштадт и Луизенштадт. Во Второй мировой войне не пострадали лишь Темпельхоф и Луизенштадт.
Первоначально округ края возвышенности Тельтов имел название «Гальские ворота» (нем. Hallesches Tor). В свою очередь бывшая Темпельховская гора получила новое название в 1821 году после того, как на её вершине был установлен «Национальный памятник освободительных войн» 1813—1815 годов против Наполеона по проекту архитектора Карла Фридриха Шинкеля в форме монументальной дарохранительницы в древнегерманском стиле, или «альтдойч» (нем. Altdeutsch), увенчанной огромным Железным крестом. Отсюда название: Гора креста, или Кройцберг (нем. Kreuz — крест" и нем. Berg — гора).
Широкую известность Кройцберг получил благодаря «Берлину 36», небольшой территории в восточной части округа, окружённой с двух сторон Берлинской стеной и превратившейся в 1970—1980-е гг. в центр альтернативных движений и сквоттинга. В настоящее время Берлин 36 является одним из самых бедных кварталов Берлина. Почти треть 160-тысячного населения составляют иммигранты, турецкие гастарбайтеры и их дети. К 2010 ситуация в районе была такова, что немецкие школьники оказались в положении дискриминируемого меньшинства. В ходе джентрификации в последние годы структура населения начала меняться.
Начиная с 1987 г. Кройцберг стал регулярно упоминаться в новостях в связи с уличными драками под 1 мая. Начало беспорядкам положило столкновение участников майских демонстраций с полицией. В настоящее время беспорядки носят ритуальный характер и сопровождаются большим количеством прессы. Изначально политическая мотивация ушла на задний план, и по большей части молодёжь ищет в Кройцберге в это время развлечения. Однако 1 мая 2009 года уличные беспорядки и столкновения с полицией по своему размаху и интенсивности существенно превзошли события всех предыдущих лет: 273 полицейских получили ранения и 289 участников беспорядков были задержаны или арестованы. В 2008 году лишь 12 полицейских получили ранения и число задержанных не превысило 139 человек.

## Некоторые достопримечательности
- Национальный памятник освободительных войн. 1818-1821. Архитектор К. Ф. Шинкель
- Виктория-парк с Памятником освободительных войн
- Крестовоздвиженская церковь
- Эммаускирхе
- Неоготический мост Обербаумбрюкке
- Адмиральский мост
- Руины Анхальтского вокзала
- Шамиссоплац
- Немецкий технический музей
- Берлинская галерея
- Mузей «Топография террора»
- Еврейский музей. Старое здание Коллегиенхауса
- Памятник Вальдеку в Кройцберге осквернённый вандалами